# Wacław Ziółkowski (zapaśnik)
Wacław Ziółkowski (ur. 4 września 1904 w Warszawie, zm. 21 sierpnia 1991 tamże) – polski zapaśnik, trener, sędzia i działacz zapaśniczy.
Ukończył w 1923 Techniczną Szkołę Kolejnictwa. Pracował jako księgowy.
Jako zapaśnik walczył w stylu klasycznym. Wystąpił na mistrzostwach Europy w 1927 w Budapeszcie, gdzie zajął 4. miejsce w wadze koguciej (do 62 kg). Był mistrzem Polski w wadze koguciej w 1924 i w wadze piórkowej w 1926 i 1927 oraz brązowym medalistą w wadze piórkowej w 1928.
Później był trenerem, sędzią i działaczem zapaśniczym. Był m.in.  prezesem Polskiego Związku Atletycznego w latach 1948–1951 oraz przewodniczącym Sekcji Zapasów i Walki Wolnej GHHF. Był wieloletnim członkiem zarządu Polskiego Związku Zapaśniczego, otrzymał godność jego honorowego prezesa.
Od 1992 rozgrywany jest turniej memoriałowy jego imienia.  

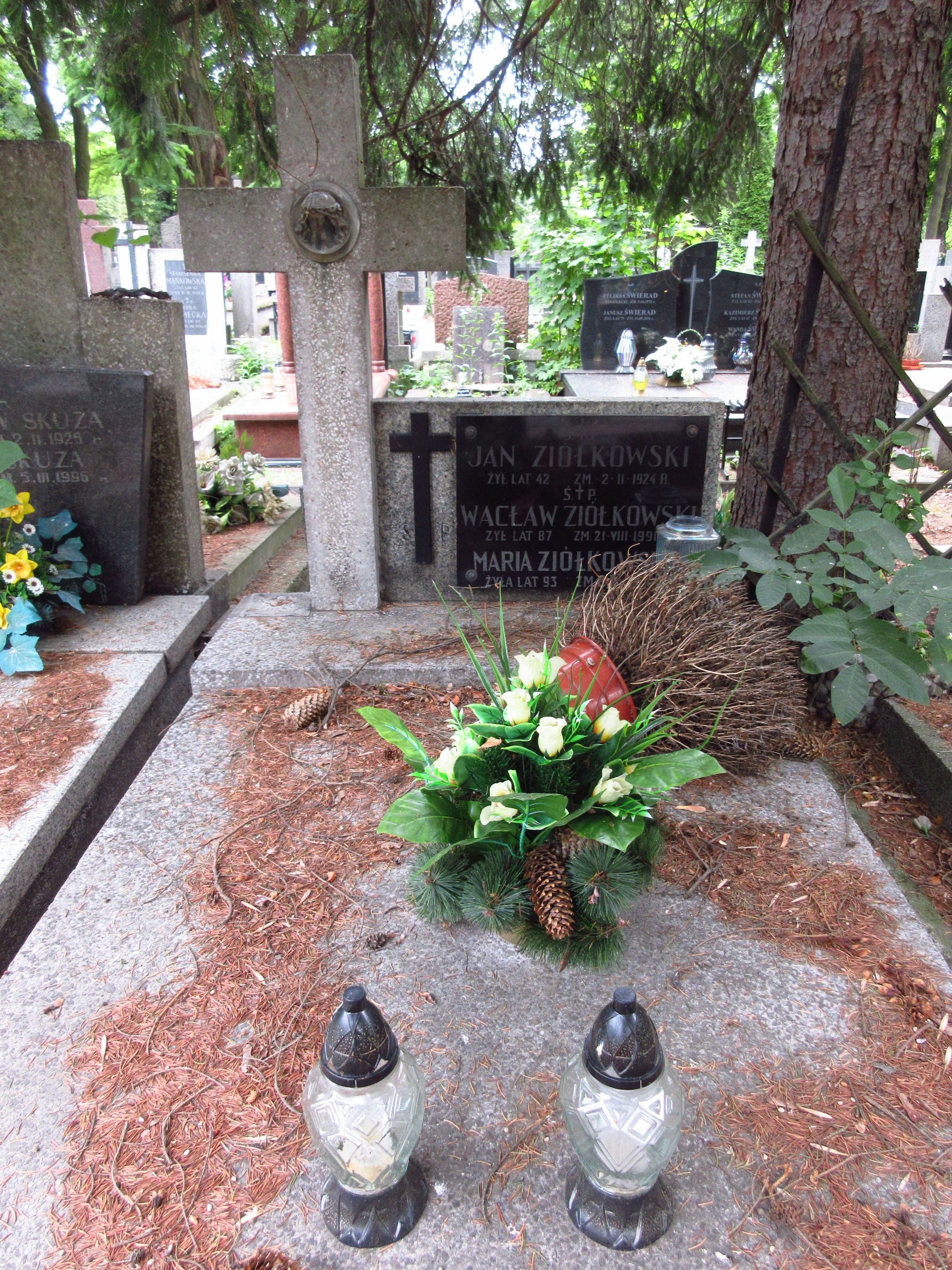
Grób Wacława Ziółkowskiego na Cmentarzu Bródnowskim.

Został odznaczony m.in. Krzyżem Kawalerskim Orderu Odrodzenia Polski (1969) oraz Krzyżem Zasługi (Srebrnym w 1936 i Złotym w 1948).
Został pochowany na cmentarzu Bródnowskim (kwatera C41 rząd 3 grób 9).